# Heers (Waldgebiet)

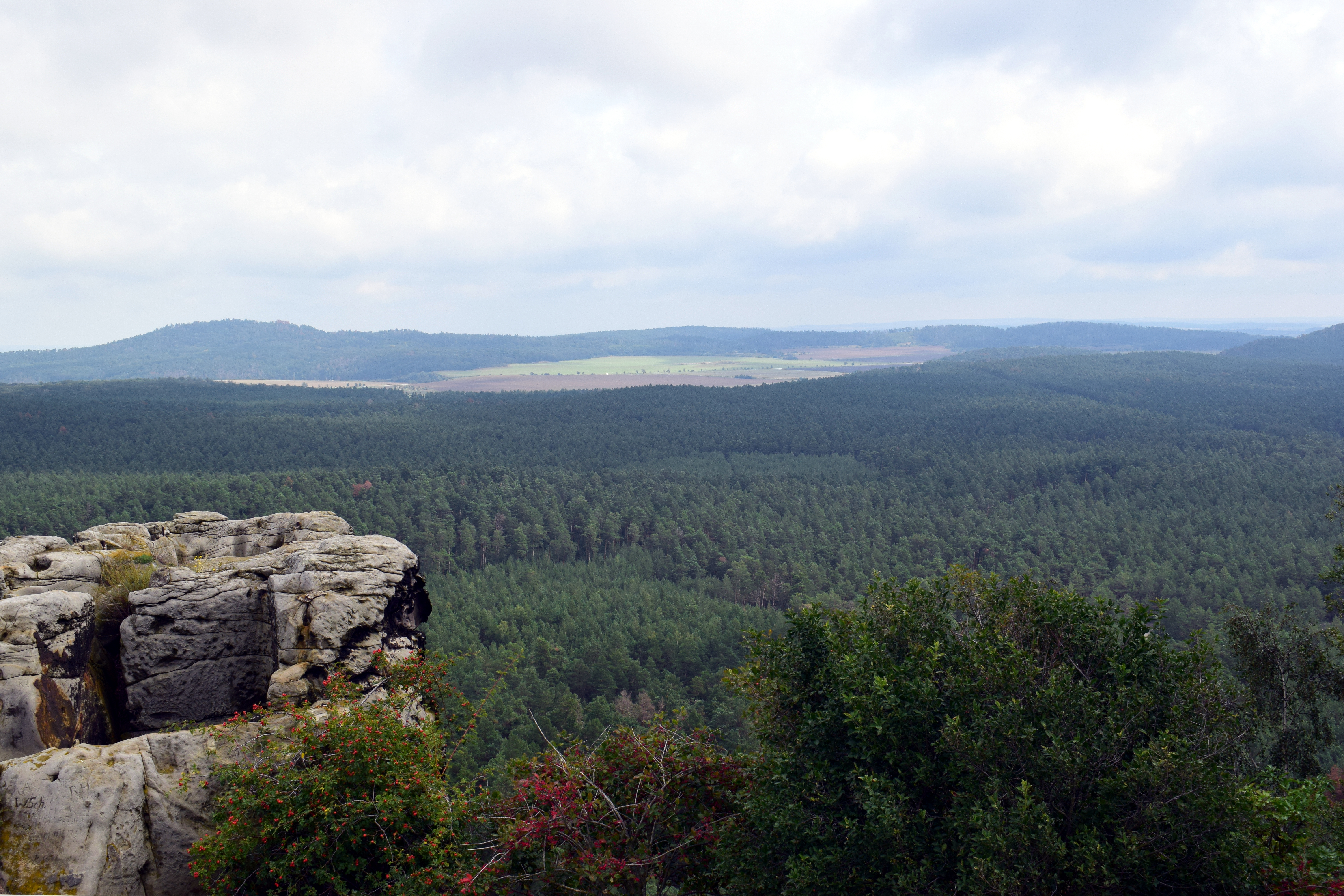
Blick von der Burgruine Regenstein auf den Heers

Der Heers ist ein Waldgebiet im Landkreis Harz im nördlichen Harzvorland zwischen Blankenburg und Halberstadt. Ein 109 Hektar großes Areal steht als FFH-Gebiet 4131-302 „Heers bei Blankenburg“ unter besonderem Schutz.

## Lage

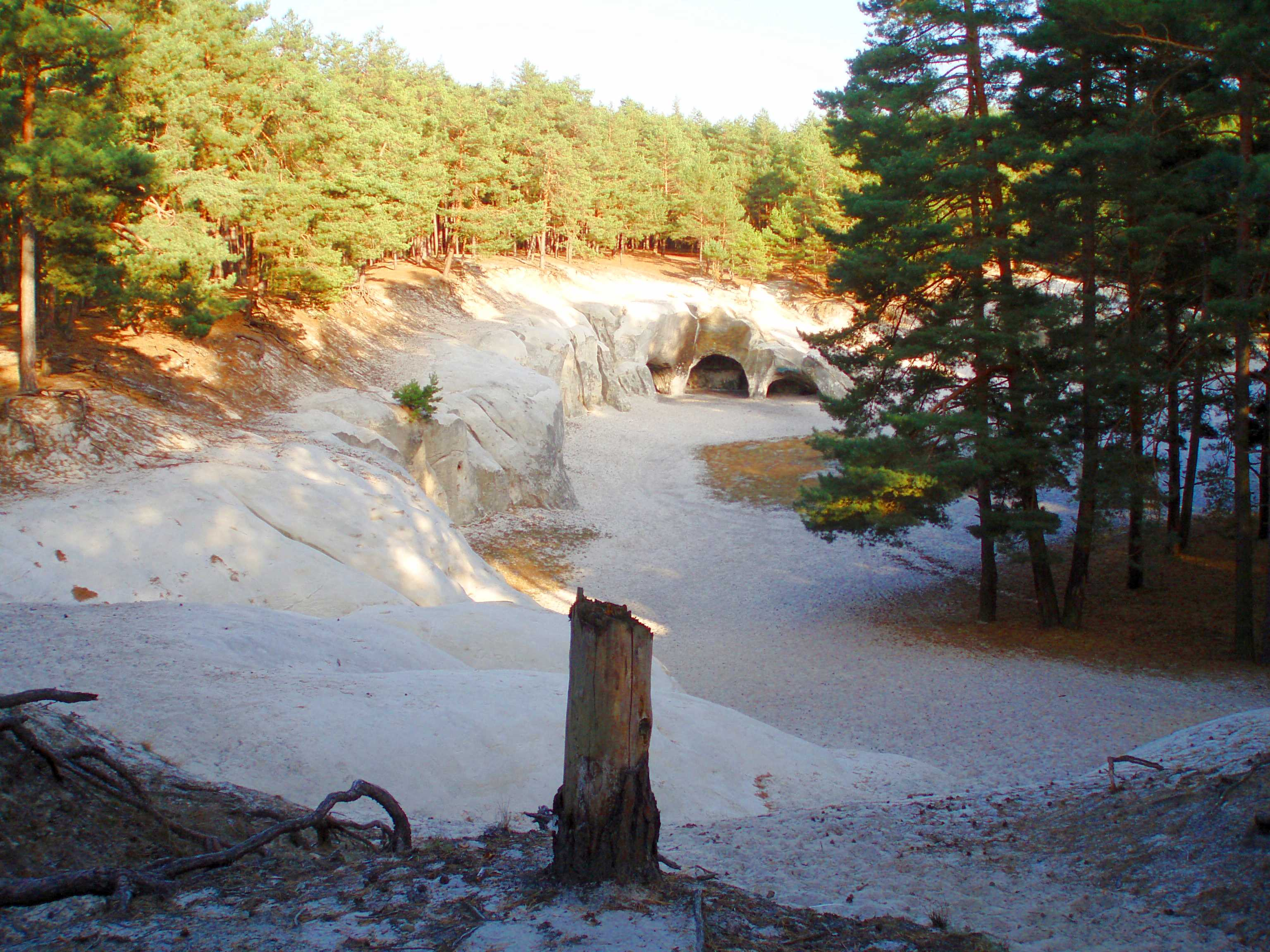
Große Sandsteinhöhlen

Der Heers liegt nördlich von Blankenburg innerhalb des Naturparks Harz in Sachsen-Anhalt. Südlich führt die Bundesautobahn 36 am Waldrand vorbei. Der etwa 840 Hektar große Wald besitzt eine Ost-West-Ausdehnung von 5,5 Kilometern. Im Westen wird er vom Goldbach begrenzt und im Osten reicht er fast bis an den Ortsrand von Börnecke heran. Von Ost nach West verläuft die Alte Heerstraße durch das Waldgebiet. Asphaltierte Straßen gibt es im Heers nicht. Befestigte Wege sind nur für die Land- und Forstwirtschaft freigegeben. Die Bahnstrecke Halberstadt–Blankenburg trennt jedoch ein etwa 100 Hektar großes Areal vom übrigen Waldgebiet ab.
Der Heers steht auf überwiegend sandigen Böden. Im Süden gibt es schroffe Sandsteinfelsen wie den Regenstein und die Kleine Rosstrappe. Die höchsten Erhebungen des Heers sind der Regenstein (294 m), der Große Rönneberg (258 m) und der Große Papenberg (225 m). Das Gebiet ist reich an künstlichen Höhlen. Die bekanntesten sind die Großen und Kleinen Sandhöhlen.

## Flora und Fauna
Der heutige Kiefernbestand des Heers wurde in der Zeit zwischen 1880 und 1930 gepflanzt. Einige Bereiche verblieben aber auch als Heiden oder offene Sandflächen. Im 109 Hektar großen FFH-Gebiet 4131-302 „Heers bei Blankenburg“ haben sich 24 Hektar Flechten-Kiefernwald (Lebensraumtyp 91T0) erhalten. Dieser als schützenswert angesehene Lebensraumtyp kommt an sommerlich stark austrocknenden, nährstoffarmen Standorten vor. Im lichten Wald sind die Flechten durch verschiedene Cetraria- und Cladonia-Arten vertreten. Als charakteristische Moose sind das Gewöhnliche Gabelzahnmoos, das Gemeine Weißmoos und das Rotstengelmoos zu nennen. An höheren Pflanzen gedeihen wenige, Trockenheit und Nährstoffarmut ertragende Arten wie Besenheide und Drahtschmiele.
Der Heers stellt einen bedeutenden Sommerlebensraum der Bechsteinfledermaus dar. Beobachtet wurden auch der Kleinabendsegler, die Zwerg- und die Fransenfledermaus sowie das Braune Langohr. Die Vögel sind durch den Ziegenmelker, den Rotmilan, den Wespenbussard, den  Wanderfalke, den Uhu, den Mauersegler, den Wendehals und den Neuntöter vertreten. Hinzu kommen der Mittel-, der Schwarz-, der Grau- und der Grünspecht.

## Geschichte

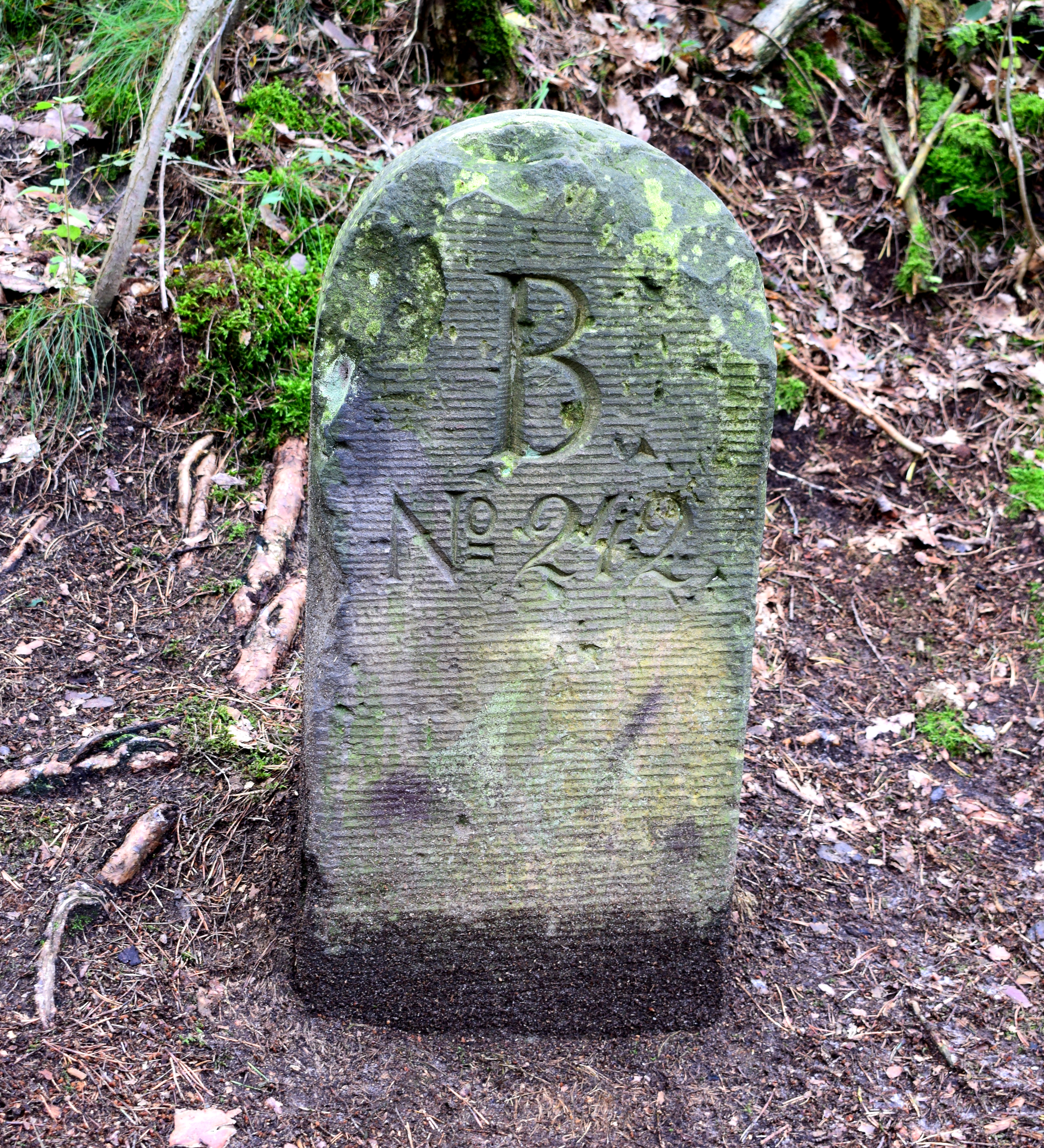
Historischer Grenzstein im Heers

An den Großen Sandsteinhöhlen im Heers gab es wohl einen alten Thingplatz. Die Höhlen selbst wurden aber erst in jüngerer Zeit künstlich angelegt, als hier Quarzsand abgebaut wurde. Auch der Regenstein besaß vermutlich bereits in vorchristlicher Zeit für die hier lebenden germanischen Stämme eine Bedeutung als Kultort. Sein Name könnte vom altsächsischen Begriff ‚regin‘ für „Götter“ abgeleitet sein. Die Burg Regenstein wurde 1169 erstmals erwähnt. Nachdem sie 1670 an Brandenburg-Preußen gekommen war, wurde sie zur Festung ausgebaut. Sie blieb eine Exklave im Herzogtum Braunschweig. Um die 300 Grenzsteine aus dieser Zeit sind noch im Heers zu finden. Sie tragen auf der einen Seite ein „B“ für Braunschweig sowie eine fortlaufende Nummer und auf der anderen Seite ein „P“ für Preußen.
Am Ende des Zweiten Weltkriegs wurde am Lessingplatz im Heers das KZ-Außenlager Blankenburg-Regenstein als Außenlager des Konzentrationslagers Mittelbau eingerichtet. 400 überwiegend jüdische Häftlinge wurden gezwungen, ein unterirdisches Stollensystem Deckname Turmalin als Produktionsstätte für die Firma Schäffer & Budenberg anzulegen, die Messgeräte für die Rakete V2 (A4) herstellte. Am Ende der 1970er Jahre wurden die Stollen erweitert und im Juni 1980 das Komplexlager 02 der Nationalen Volksarmee eröffnet. Seit dem 8. April 2008 nutzt die Bundeswehr das acht Kilometer lange Stollensystem als Versorgungs- und Instandsetzungszentrum für Sanitätsmaterial.

## Wandergebiet

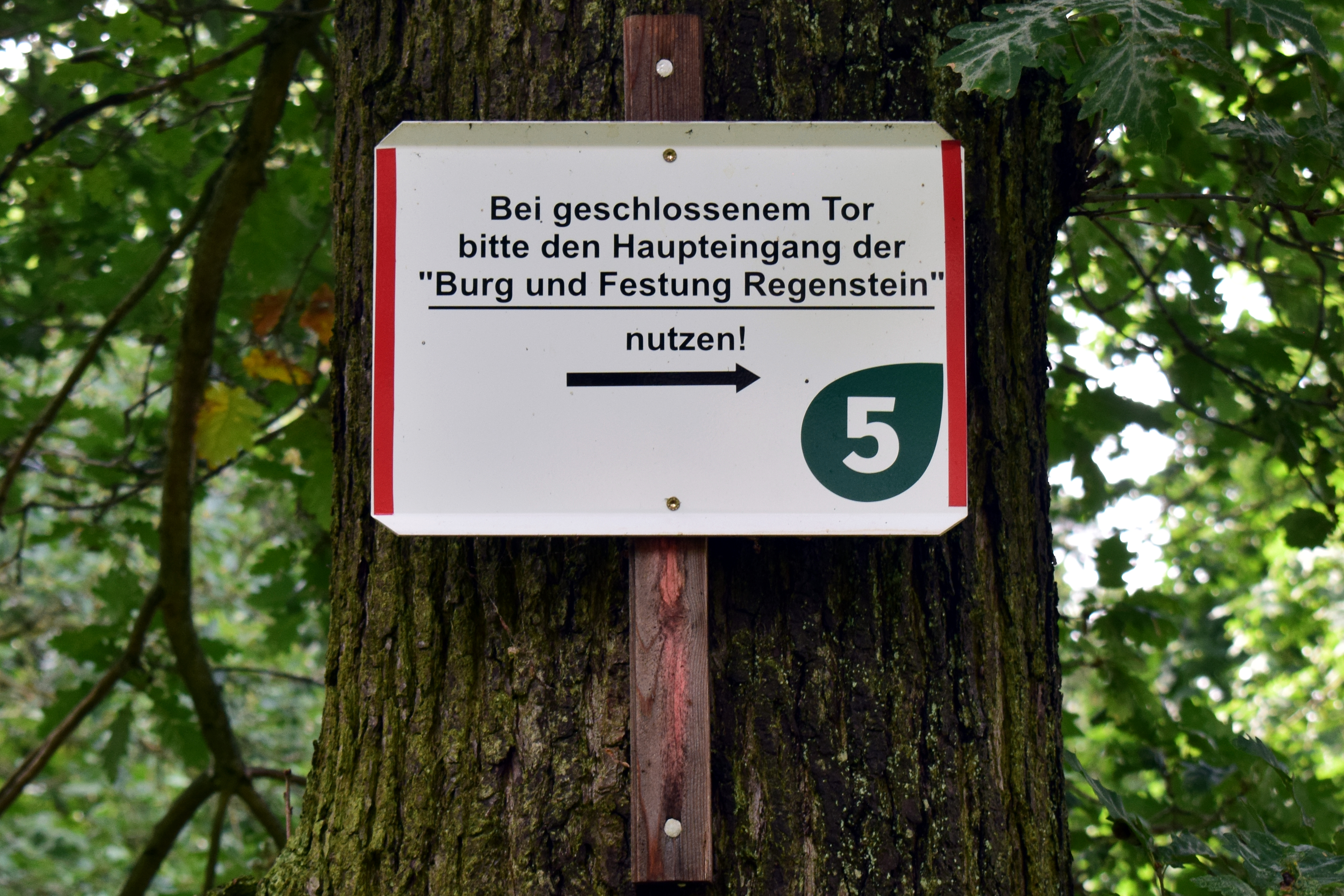
Wegweiser des Wanderwegs 5 („Historischer Rundwanderweg“)

Der Heers ist mit seinen gut ausgebauten und markierten Wanderwegen ein beliebtes Wandergebiet. Er ist von Blankenburg und Börnecke aus gut erreichbar. Stempelstellen der Harzer Wandernadel gibt es am Tor der Burgruine Regenstein (Nr. 80), an den Großen Sandhöhlen (Nr. 81) und an der Regensteinmühle (Nr. 82).